# Emmeline Ndongue
Emmeline Ndongue, född den 25 april 1983 i Auxerre, Frankrike, är en fransk basketspelare som tog OS-silver i dambasket vid olympiska sommarspelen 2012 i London.